# Roland Freihoff
Roland Freihoff (* 11. September 1931 in Duisburg; † 16. Januar 2025) war ein ehemaliger deutscher Ruderer und Professor.

## Biografie
Roland Freihoff gewann auf nationaler Ebene sieben Meistertitel. Davon drei mit dem Achter (1950, 1952 und 1955) sowie jeweils zwei im Vierer mit (1953 und 1954) und im Vierer ohne Steuermann (1954 und 1955).
Bei den Europameisterschaften 1955 im belgischen Gent ruderte er mit dem Deutschland-Achter zur Bronzemedaille. Des Weiteren nahm Freihoff an den Olympischen Sommerspielen 1952 in Helsinki teil. Zusammen mit den drei Brüdern Anton, Michael und Stefan Reinartz sowie Hans Betz, Peter Betz, Anton Siebenhaar, Heinz Zünkler und Steuermann Hermann Zander wurde er in der Regatta mit dem Achter Fünfter.
Er hatte eine finnische Lebensgefährtin, zu der er nach Finnland zog und an der Universität Tampere als Professor für Germanistik tätig war.